# Allognathus graellsianus
Allognathus graellsianus là một loài air-breathing land snails, terrestrial pulmonate gastropoda Molluscas trong họ Helicidae, the true snails. Đây là loài đặc hữu của Tây Ban Nha.